# Confession (serie de televisión)
Confession (en hangul, 자백; en hanja, 自白; romanización revisada, Jabaek) es una serie de televisión surcoreana de misterio emitida del 23 de marzo de 2019 hasta el 12 de mayo de 2019 por TVN.

## Sinopsis
Cuando Choi Do-hyun era un niño tenía una enfermedad cardíaca, por lo que pasaba la mayor parte de su infancia en un hospital. Milagrosamente Do-hyun tiene la oportunidad de recibir un trasplante de corazón.
Después de someterse a una cirugía de trasplante de corazón que resulta exitosa, su vida se derrumba, cuando su padre es acusado falsamente y arrestado de asesinato, crimen por el cual recibe la pena de muerte.
Para investigar el caso de su padre, Do-hyun se convierte en un abogado para limpiar el nombre de padre y encontrar la verdad sobre el asesinato del cual es acusado.
Mientras que Gi Choon-ho, es un exdetective de crímenes violentos, que deja su trabajo y se niega a aceptar un veredicto de cinco años antes donde un hombre fue declarado inocente a pesar de creer que es culpable, por lo que se embarca en una búsqueda para descubrir la verdad.

## Reparto

### Personajes principales
- Lee Jun-ho como Choi Do-hyun.[3]
- Yoo Jae-myung como  Gi Choon-ho.[4][5]
- Shin Hyun-been como Ha Yoo-ri.

### Personajes secundarios
- Jang Jae-ho como Detective Lee Hyung-chan.
- Kim Sung Ho como Sung Joong-sik.
- Yoon Kyung-ho como Heo Jae-man.[6][7]
- Nam Ki-ae como Señora Jin.
- Lee Ki-hyuk como Lee Hyun-joon.
- Kim Young-hoon como Park Shi-kang.
- Ryu Kyung-soo como Han Jong-goo.
- Choi Dae-hoon.
- Jung Hee-tae como el detective Seo.[8]
- Yoo Sung-joo.
- Jeon Seok-ho.
- Tae In-ho.
- Kim Jung-hwa como Jenny Song / Song Jae-in.
- Moon Sung-keun como Cho Myung-geun.
- Song Yoo-hyun como Cho Gyeong-seon.[9]

## Producción
Fue dirigida por Kim Cheol-kyu y Yun Hyeon-gi, mientras que el guion estuvo a cargo de Lim Hee-Cheol. 
La primera lectura de guion fue realizada el 5 de enero de 2019 en Seúl.